# 張雨霏
張 雨霏（ちょう うひ、1998年4月19日 - ）は、中華人民共和国徐州市出身の女子競泳選手。2020年東京オリンピックで200mバタフライ・800mフリーリレーで2冠を達成した。

## 経歴
2015年世界水泳選手権では200mバタフライ・800mフリーリレーで2つの銅メダルを獲得した。
2017年世界水泳選手権では400m混合メドレーリレーで銅メダルを獲得した。
2020年東京オリンピックでは200mバタフライ（2分3秒86・五輪新記録）と800mフリーリレー（7分40秒33・世界新記録）で2冠を達成し、100mバタフライと400m混合メドレーリレーでは銀メダルを獲得した。
2022年世界水泳選手権では100mバタフライと200mバタフライで2つの銅メダルを獲得した。
2022年アジア競技大会では6冠を達成し、ラストレースの50mバタフライでは表彰式後に銅メダルを獲得した池江璃花子と健闘を称え合う姿が話題となった。
2024年パリオリンピックでは、混合400mメドレーリレーで銀メダル、50m自由形、100mバタフライ、200mバタフライ、400mフリーリレー、400mメドレーリレーでは5つの銅メダルを獲得し、出場した6種目全てでメダルを獲得した。

## 自己ベスト
- 50m自由形　24秒15
- 100m自由形　52秒90（中国記録）
- 200m自由形　1分57秒22
- 50mバタフライ　25秒05（アジア記録）
- 100mバタフライ　55秒62（アジア記録）
- 200mバタフライ　2分3秒86（オリンピック記録）

参照